# Shipman (Illinois)
Shipman ist eine Kleinstadt im Macoupin County im Westen des US-amerikanischen Bundesstaates Illinois. Im Jahr 2000 hatte Shipman 655 Einwohner.

## Geografie
Shipman liegt auf 39°07'06" nördlicher Breite und 90°02'37" westlicher Länge. Die Stadt erstreckt sich über eine Fläche von 3,0 km², die ausschließlich aus Landfläche besteht.
Shipman liegt östlich des Mississippi River, der die Grenze nach Missouri bildet. Der nächstgelegene Ort am Fluss ist die 36,5 km entfernte Stadt Alton.
Durch Shipman führt die Illinois State Route 16 und eine Bahnlinie der BNSF Railway.
Die Stadt St. Louis in Missouri liegt 69,5 km in südsüdöstlicher Richtung, über Illinois’ 97 km entfernte Hauptstadt Springfield sind es 418 km in nordöstlicher Richtung bis Chicago. Die Quad Cities liegen 316 km im Norden und Indianapolis 374 km im Osten.

## Demografische Daten
Bei der Volkszählung im Jahr 2000 wurde eine Einwohnerzahl von 655 ermittelt. Diese verteilten sich auf 249 Haushalte in 181 Familien. Die Bevölkerungsdichte lag bei 191,6/km². Es gab 273 Gebäude, was einer Bebauungsdichte von 79,9/km² entspricht.
Die Bevölkerung bestand im Jahr 2000 aus 97,86 % Weißen, 0,76 % Afroamerikanern, 0,61 % Indianern und 0,31 % Asiaten. 0,46 % gaben an, von mindestens zwei dieser Gruppen abzustammen. 0,92 % der Bevölkerung bestand aus Hispanics, die verschiedenen der genannten Gruppen angehörten.
27,2 % waren unter 18 Jahren, 9,9 % zwischen 18 und 24, 26,1 % von 25 bis 44, 23,8 % von 45 bis 64 und 13,0 % 65 und älter. Das durchschnittliche Alter lag bei 35 Jahren. Auf 100 Frauen kamen statistisch 105,3 Männer, bei den über 18-Jährigen 98,9.
Das durchschnittliche Einkommen pro Haushalt betrug $34.318, das durchschnittliche Familieneinkommen $41.250. Das Einkommen der Männer lag durchschnittlich bei $31.875, das der Frauen bei $21.786. Das Pro-Kopf-Einkommen belief sich auf $15.139. Rund 7,2 % der Familien und 14,6 % der Gesamtbevölkerung lagen mit ihrem Einkommen unter der Armutsgrenze.